# Krogstrup Kirke
Krogstrup Kirke ligger enligt lidt uden for den lille landsby Krogstrup ca. 9 km SV for Frederikssund (Region Hovedstaden).

## Eksterne kilder og henvisninger
- Wikimedia Commons har flere filer relateret til Krogstrup Kirke
- Krogstrup Kirke Arkiveret 31. januar 2011 hos  Wayback Machine på nordenskirker.dk
- Krogstrup Kirke på KortTilKirken.dk
- Krogstrup Kirke hos danmarkskirker.natmus.dk (Danmarks Kirker, Nationalmuseet)